# IC 3488
IC 3488 ist eine linsenförmige Galaxie vom Hubble-Typ S mit aktivem Galaxienkern im Sternbild Coma Berenices am Nordsternhimmel. Sie ist schätzungsweise 325 Millionen Lichtjahre von der Milchstraße entfernt und hat einen Durchmesser von 75.000 Lichtjahren.

Im selben Himmelsareal befinden sich u. a. die Galaxien IC 3498, IC 3502, IC 3508.
Das Objekt wurde am 23. März 1903 von dem deutschen Astronomen Max Wolf entdeckt.